# Castelletto sopra Ticino
Pour les articles homonymes, voir Ticino.
Castelletto sopra Ticino est une commune italienne de la province de Novare dans la région du Piémont en Italie.

## Géographie
La municipalité de Castelletto sopra Ticino est située dans la plaine novaraise, à la frontière avec la province de Varèse, à des altitudes entre 189 et 304 m. Elle couvre une superficie de 14,61 km2.
Elle se trouve à l'exutoire du lac Majeur, sur les bords de la rivière Tessin dans un amphithéâtre morainique qui a favorisé l'implantation humaine depuis l'âge du bronze.
Elle était le plus grand centre proto-urbain au nord-ouest de l'Italie, lors des VIIe et VIe siècles av. J.-C. sur le promontoire bénéficiant d'une position unique sur un méandre du Tessin.

## Histoire

### IIemillénaire av. J.-C.
Les vestiges archéologiques trouvés in situ retracent l'histoire des premiers résidents à l'âge du bronze, notamment grâce à la datation d'une nécropole du XIIIe siècle av. J.-C. (Culture de Canegrate) vers 1950, dans le village de Glisente.

### Iermillénaire av. J.-C .

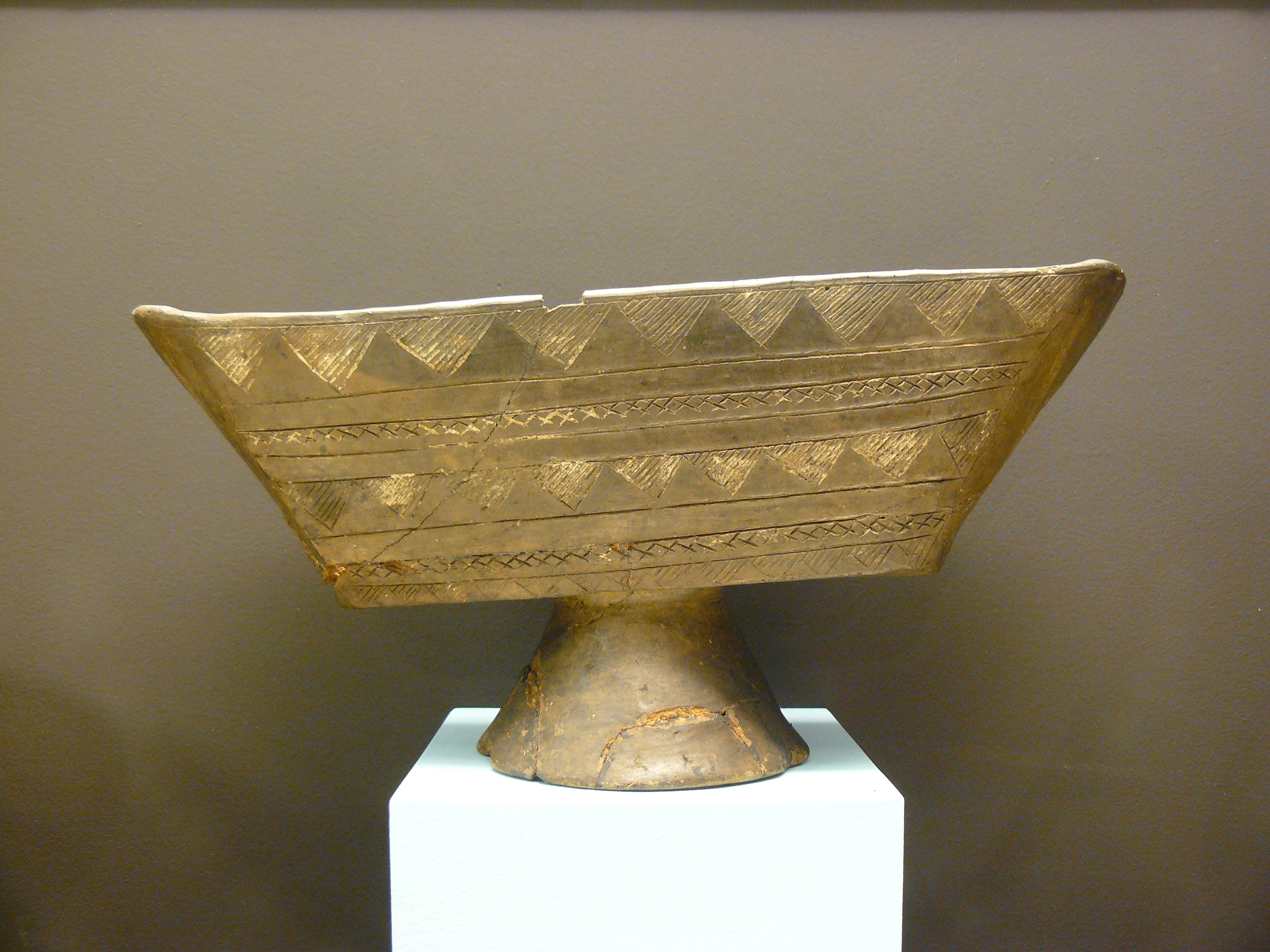
Coupe en terre cuite de forme oblongue sur pied. Largeur environ 30 cm. Culture de Golasecca, Ic, milieu du VIIe s. av.J.-C. - Groupe de Casteletto sopra Ticino, ancienne collection de l'abbé Giani, Musée d'Archéologie nationale, Saint-Germain-en-Laye.

La culture de Golasecca est une culture protohistorique qui s'est développée dans le nord-ouest de la péninsule italienne, entre les Alpes et le Pô (y compris le canton suisse du Tessin), en particulier le long des rives du lac Majeur et le lac de Côme, entre les IXe et Ve siècles av. J.-C., pendant l'âge du Fer. Son nom est lié à l'endroit où l'abbé Giovanni Battista Giani en a découvert les premiers vestiges en 1824. Le territoire de Castelletto, autour de la sortie du Tessin, était à cette époque caractérisé par une série de pierriers et de cataractes, (ce qui justifie le nom de Golasecca, soit gorge sèche) protégés par un amphithéâtre de collines morainiques.
Dans cette période de l'histoire, la région est parsemée de petits et grands villages, qui contrôlent la navigation et les points nodaux du commerce des produits de la Méditerranée vers les Alpes. Les éléments significatifs, découverts dans les nécropoles à l'occasion de fouilles archéologiques sur le territoire de Castelletto Ticino, ont permis de vérifier l'appartenance des habitants à une population de langue celtique.
Le culte des morts inclut le rite de la crémation et l'inhumation des cendres dans des urnes d'argile, posées dans la terre nue, ou protégés par des cailloux ou des cassettes en pierre. Les ossuaires contenaient parfois des objets funéraires personnels tels que des bagues, bracelets, broches, boucles d'oreilles, colliers de perles, des tasses d'argile et des verres. Leurs sépultures étaient souvent protégées par des structures de pierre plus ou moins complexes. On peut observer, dans le parc municipal Giovanni Sibilia, la structure de certaines de ces tombes.
Les habitants vivaient dans des huttes de taille modeste, se composant d'une structure en troncs et de murs de paille et de boue séchées, couverts par branches tordues. Les planchers étaient faits de sable et de galets, disposés sur un vide sanitaire et recouvert de terre cuite. Les récentes découvertes archéologiques d'inscriptions en pierre et des céramiques funéraires démontrent la connaissance d'un l'alphabet d'origine étrusque au VIIe siècle av. J.-C.
Au Ve siècle av. J.-C. la proximité du centre de Milan, fondée par les Insubres, et placé dans une position stratégique pour les routes de la circulation, a entraîné le déclin des centres installés sur les rives du Tessin.
En -338 des populations gauloises, mentionnées par l'historien romain Tite-Live, sont arrivées dans la région et ont apporté des structures urbaine et sociale différentes.
À l'époque romaine, Castelletto est sous le statut juridique commun à tout le Novarais.

### Moyen Âge
Au Moyen Âge, dans un acte de 1145, est apparu pour la première fois le nom de Castelletto, clairement lié au château, qui appartenait d'abord à la seigneurie des della Torre et donné comme fief le 6 août 1329 par l'empereur Louis IV du Saint-Empire aux descendants de Otton Visconti qui vivent encore. Bien qu'ayant été adapté aux nouveaux besoins en matière de logement, Il conserve encore l'impressionnante tour carrée d'origine, un bloc de pierre, témoin de plusieurs événements historiques. En 1332, Jean Visconti, qui devient évêque de Novare, inclus le territoire dans le duché de Milan.
C'est de cette période historique que date la concession impériale des exploitations piscicoles, établies principalement dans le lit du Tessin. Les plus vieilles étaient celles de Sambrasca, Novelliola et Piana situées avant la motte castrale. En 1340 sont créés les « statuts de Castelletto », un ensemble de lois qui régissent la vie du village, transcrit par Simone Gafforio, témoignant du prestige de cette municipalité.
On voit, en effet, se développer à cette époque, le trafic marchand entre les cantons transalpins, Milan, Pavie, Venise, grâce aux eaux du Tessin.
Parmi les édifices religieux qui indiquent la diffusion de la religiosité se trouve l'église Santa Maria d'Egro, reconstruite à l'époque baroque, l'église Sant'Anna avec son intérieur encore décorée de fresques et l'oratoire Sant'Ippolito de Glisente fresques des XVe et XVIe siècles.
Mgr. Carlo Bescapè, arrivé à Novare en 1593, est un partisan des normes établies par le concile de Trente. Sa fermeté dans l'organisation et le contrôle du diocèse donne une impulsion à une religiosité plus profonde et encourage la fondation des Confréries. À Castelletto, ont été formées celles du Saint Sacrement, du chapelet et du Suffrage. progressivement suivies par la reconstruction de l'église Santa Maria d'Egro, par l'érection de la chapelle ossuaire annexe, de la nouvelle église paroissiale Antoine le Grand et de l’Oratoire San Carlo.

### La maison de Savoie
Après le traité d'Aix-la-Chapelle, la possession de Castelletto est passée à la maison de Savoie. En 1796, l'armistice de Cherasco marque l'occupation des terres par les Français, à la suite des victoires de Napoléon Ier sur les troupes de Savoie.
Insérée dans la République cisalpine, la ville était concernée par l'ouverture de la nouvelle route du col du Simplon, inauguré en 1805. Cet événement a changé la vie du pays, en confiant les activités commerciales à la route, elles utilisaient auparavant presque exclusivement la voie navigable et empruntaient des ports fluviaux de grande importance.
Après le congrès de Vienne (1815), la ville est retournée à la possession de la Savoie. À cette époque, une résolution du Conseil municipal (1833) a décidé la construction du nouveau clocher de l'église paroissiale. Le travail a été achevé en 1840.

### Le Risorgimento et l'unification italienne
Pendant les événements du Risorgimento, Castelletto a été impliquée et a vécu des événements liés au patriotisme en 1848, ainsi que, en 1859, lors du passage de Garibaldi.
En 1868, un pont sur le Tessin a été construit en mélèzes du Tyrol, il mesurait 270,10 m de long et était couvert par un toit couvert de tuiles de Marseille. En 1882, il a été remplacé par un pont en fer (long de 289 m et large de 9,10 m) avec deux niveaux : le plus bas pour la ligne de chemin de fer et le supérieur pour la route piétonne. Il a été détruit par l'US Air Force pendant la Seconde Guerre mondiale en 1944.
Reconstruit entre 1951-1952, le pont qui existe actuellement est celui conçu par l'ingénieur G.B. Biadego. Long de 300 m, il a été construit dans la région de Naples. Il a ensuite été transféré et assemblé sur le Tessin.

### XXesiècle
Au XXe siècle, la ville a participé aux changements économiques et sociaux de la civilisation moderne laissant l'artisanat de côté, en se spécialisant dans les machines spécialisées pour le traitement du raisin et de la soie notamment pour la production de fibres de soie, obtenu à partir des cocons de vers à soie.

### Guerres mondiales
Après la Libération, en dépit des dégâts sévères provoqués par les combats, Castelletto a trouvé un nouvel équilibre : à côté des métiers traditionnels de la pêche et de l'agriculture se sont développées diverses activités industrielles, pour en 1951-1952, reconstruire le pont de fer démoli par les bombardements de 1944.

## Économie
Depuis le XXe siècle, les activités se sont concentrées sur la transformation du raisin et de la soie.
Castelletto Sopra Ticino dispose désormais de nombreux établissements commerciaux. Elle a conservé des forêts ombragées, des plaines verdoyantes irriguées par les rivières, les canaux et les cours d'eau, et de majestueuses villas de style architectural remarquable.
Elle est incluse dans le parc naturel de la vallée du Tessin, qui vise à protéger et améliorer l'environnement; Elle est reliée à Varallo Pombia par une piste cyclable pittoresque et, depuis le 19 mai 2002, jouit d'un sentier botanique, à des fins éducatives et de diffusion du patrimoine sur la flore et la faune grâce à la Fondation Domenico Morino de Vernome.
Elle est donc une destination populaire pour les touristes, qui,en été, peuvent profiter de différents campings, d'un très bon niveau, situés sur les rives du lac Majeur.

## Culture
Parmi les lieux et monuments de la ville, on recense : 
- Le parc communal Giovanni Sibilia qui contient deux nécropoles de la culture de Golasecca.
- La collection Giani : une collection d'objets préhistoriques locaux initiée par l’abbé Giovanni Battista Giani au XIXe siècle.
- La Cantinone : Construit en 1902 par les frères Barberis pour servir de cave vinicole, elle abrite aujourd'hui la bibliothèque municipale.
- Le château Torriani-Visconti.
- L'église paroissiale Sant'Antonio abate.
- L'église cimetière Santa Maria d'Egro.
- Oratoire Sant'Anna.
- L'église San Carlo.
- L'église Sant'Ippolito.

## Administration
| Période                                  | Période | Identité       | Étiquette    | Qualité |
| ---------------------------------------- | ------- | -------------- | ------------ | ------- |
| 27 Mai 2014                              | 2019    | Matteo Besozzi | Lista civica |         |
| Les données manquantes sont à compléter. |         |                |              |         |

### Communes limitrophes
Borgo Ticino, Comignago, Dormelletto, Golasecca, Sesto Calende, Somma Lombardo, Varallo Pombia

## Personnalités
- Aleardo Terzi (1870-1943), artiste et graphiste, y est mort.
- Mario Lanzi (1914-1980), athlète spécialiste du demi-fond, est né à Castelletto sopra Ticino.